# Bataille de Flirey
Première Guerre mondiale
Batailles
Front d'Europe de l’Ouest
- Liège (8-1914)
- Namur (8-1914)
- Frontières (8-1914)
- Anvers (9-1914)
- Grande Retraite (9-1914)
- Marne (9-1914)
- Course à la mer (9-1914)
- Yser (10-1914)
- Messines (10-1914)
- Ypres (10-1914)
- Givenchy (12-1914)
- 1re Champagne (12-1914)
- Hartmannswillerkopf (1-1915)
- Neuve-Chapelle (3-1915)
- 2e Ypres (4-1915)
- Colline 60 (4-1915)
- Artois (5-1915)
- Festubert (5-1915)
- Quennevières (6-1915)
- Linge (7-1915)
- 2e Artois (9-1915)
- 2e Champagne (9-1915)
- Loos (9-1915)
- Verdun (2-1916)
- Redoute Hohenzollern (3-1916)
- Hulluch (4-1916)
- 1re Somme (7-1916)
- Fromelles (7-1916)
- Arras (4-1917)
- Vimy (4-1917)
- Chemin des Dames (4-1917)
- 3e Champagne (4-1917)
- 2e Messines (6-1917)
- Passchendaele (7-1917)
- Cote 70 (8-1917)
- 2e Verdun (8-1917)
- Malmaison (10-1917)
- Cambrai (11-1917)
- Bombardements de Paris (1-1918)
- Offensive du Printemps (3-1918)
- Lys (4-1918)
- Aisne (5-1918)
- Bois Belleau (6-1918)
- 2e Marne (7-1918)
- 4e Champagne (7-1918)
- Château-Thierry (7-1918)
- Le Hamel (7-1918)
- Amiens (8-1918)
- Cent-Jours (8-1918)
- 2e Somme (9-1918)
- Bataille de la ligne Hindenburg
- Meuse-Argonne (10-1918)
- Cambrai (10-1918)

Front italien
Front d'Europe de l’Est
Front des Balkans
Front du Moyen-Orient
Front africain
Bataille de l'Atlantique
La bataille de Flirey qui s'est déroulée du 19 septembre au 11 octobre 1914, durant la Première Guerre mondiale, voit la victoire de l'Armée impériale allemande sur les forces françaises. La prise de Flirey aura une influence considérable sur le cours du conflit, coupant la plupart des routes et chemins de fer vers Verdun. Elle oppose principalement d'un côté la 3e armée française à la 6e armée allemande dans le cadre de la course à la mer.

## Déroulement de la bataille
L'attaque débute le 19 septembre, la cavalerie allemande de Metz livre bataille contre les forces françaises dans la zone de Dieulouard - Martincourt. Les renforts français arrivent le 22 mais ne parviennent pas à stopper l'offensive allemande. Cette offensive change ensuite de direction, se déplaçant du sud à une direction sud-ouest.
Le 24 septembre, Saint-Mihiel Flirey, Seicheprey et Xivray restent occupés par les Allemands. D'importants renforts français sont arrivés le 27, mais comme les Allemands étaient désormais solidement retranchés, les contre-attaques françaises (entre Flirey et Apremont) ont entraîné peu de changement dans la ligne de front. Celles-ci continueront jusqu'au 11 octobre.

## Conséquences
La prise de la ville provoque un sérieux handicap logistique aux défenseurs français autour de Verdun. Cette zone sera le théâtre de nombreuses tentatives par les Français pour réduire le saillant et tenter de la récupérer (comme la première bataille de Woëvre, 5 avril au 5 mai 1915 et la première et la seconde offensive de Verdun). Le saillant sera finalement réduit lors de l'offensive des Cent-Jours par les armées françaises et américaines (Saillant de Saint-Mihiel).